# Casa Frisia (via Guido d'Arezzo)
La Casa Frisia, conosciuta anche come Casa delle Lumache o Casa delle Aragoste, è un edificio storico di Milano situato in via Guido d'Arezzo al civico 5.

## Storia
Il palazzo venne eretto tra il 1920 e il 1922 secondo i progetti dell'architetto Edmondo Cattò (1891 – 1947), già collaboratore del Sommaruga e dell'ingegnere A. Cavezzali.

## Descrizione
L'edificio, che occupa un lotto d'angolo, si erge per quattro piani fuori terra più un piano rialzato. Il bovindo a base triangolare che si eleva in corrispondenza dell'ingresso e la torretta angolare a base ottagonale forniscono slancio verticale all'edificio.
Il palazzo, che presenta uno stile tardo liberty, è contraddistinto da originali decorazioni in cemento a tema floreale e animale della facciata; in particolare soggetti ricorrenti sono lumache e aragoste, da cui i soprannomi con cui è conosciuta la casa. Il grande cornicione è retto da mensole ornate da una decorazione floreale che parte dai balconcini dell'ultimo livello.

## Galleria d'immagini

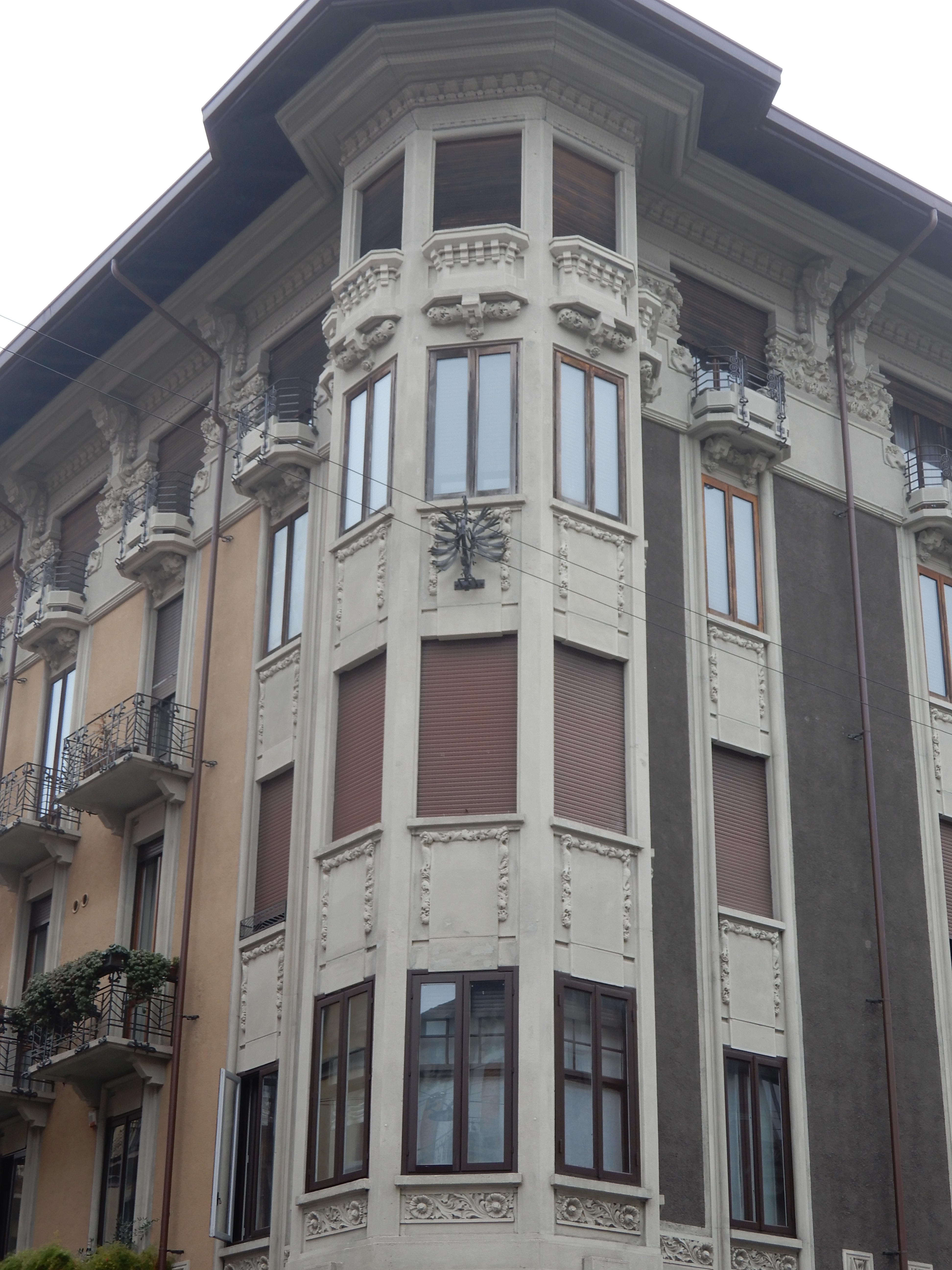
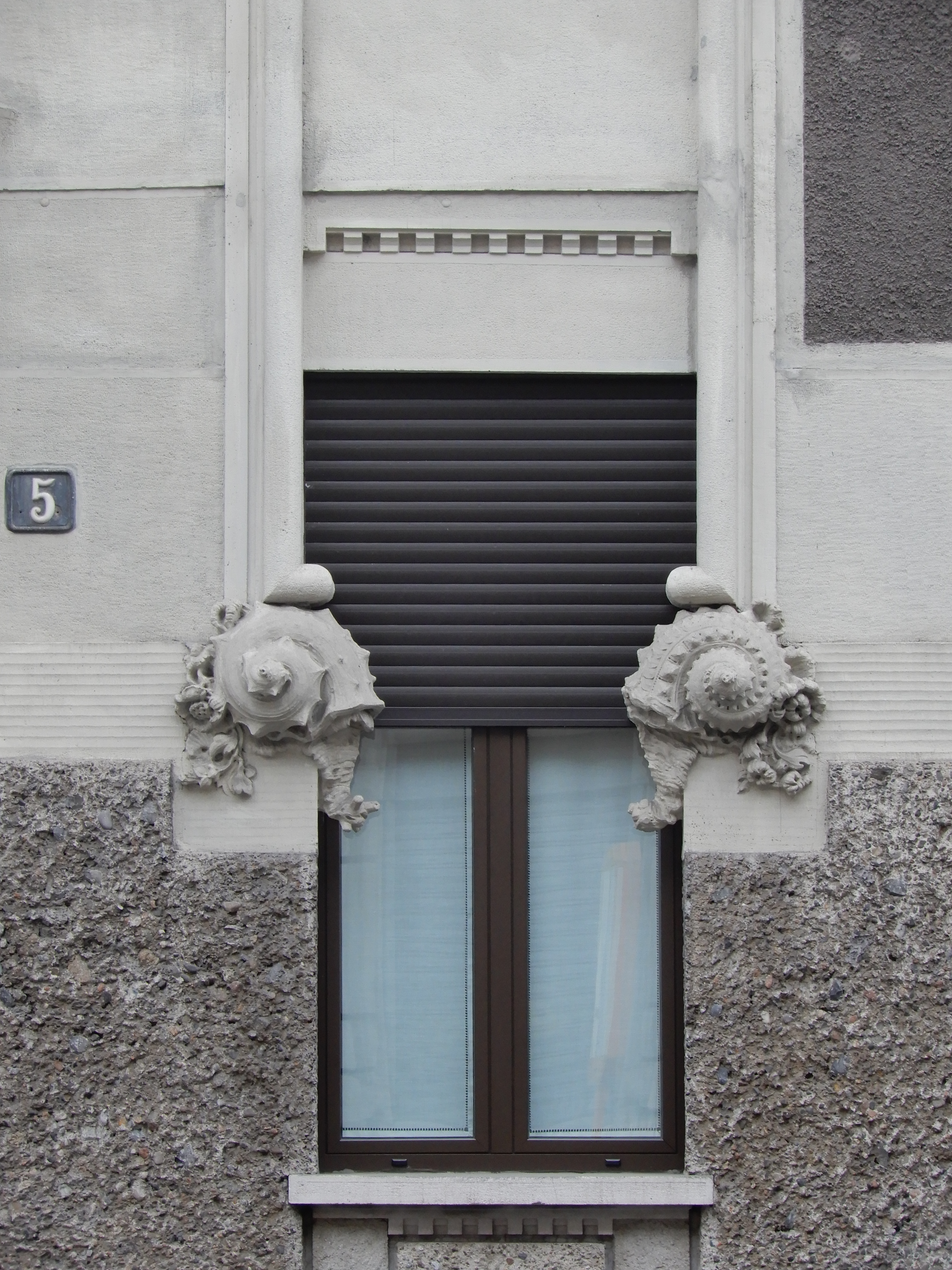
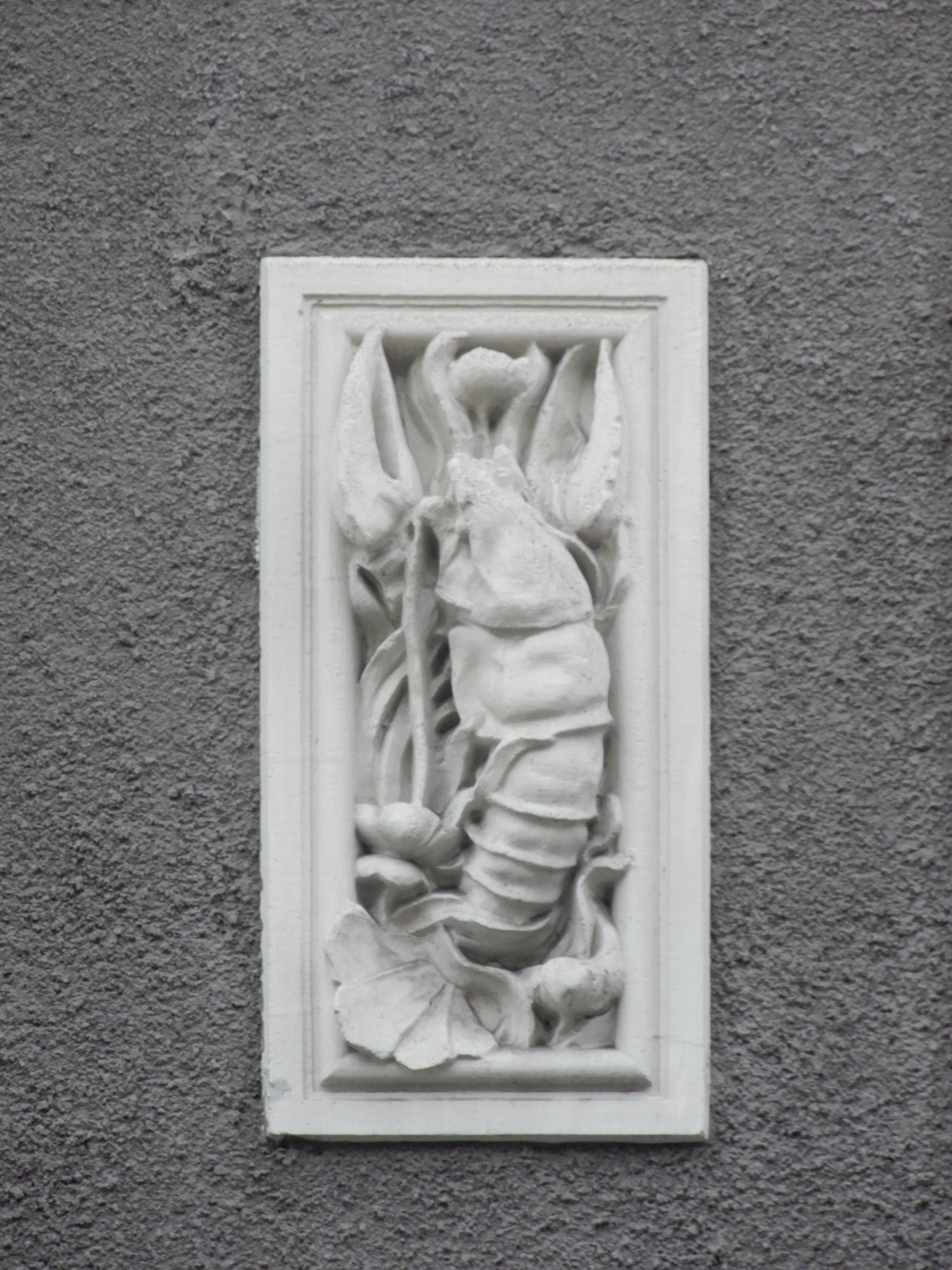